# Acer polymorphoides
Acer polymorphoides é uma espécie de árvore do gênero Acer, pertencente à família Aceraceae.